# Christliche Friedenskonferenz
Die Christliche Friedenskonferenz (CFK) war eine internationale Organisation mit einem Status als Nichtregierungsorganisation beim Wirtschafts- und Sozialrat der Vereinten Nationen (ECOSOC).
Mitglieder waren Kirchen aus den sozialistischen Staaten sowie Kirchengemeinden und Einzelpersonen auch aus anderen Ländern. Angesichts ihrer Initiierung mit Hilfe sozialistischer Staaten, die Christen diskriminierten und teilweise verfolgten, und angesichts der Nähe zum Marxismus gilt die Christliche Friedenskonferenz als umstritten.
Von Historikern und Medien wird die CFK als kommunistische Tarnorganisation eingeordnet.

## Positionen

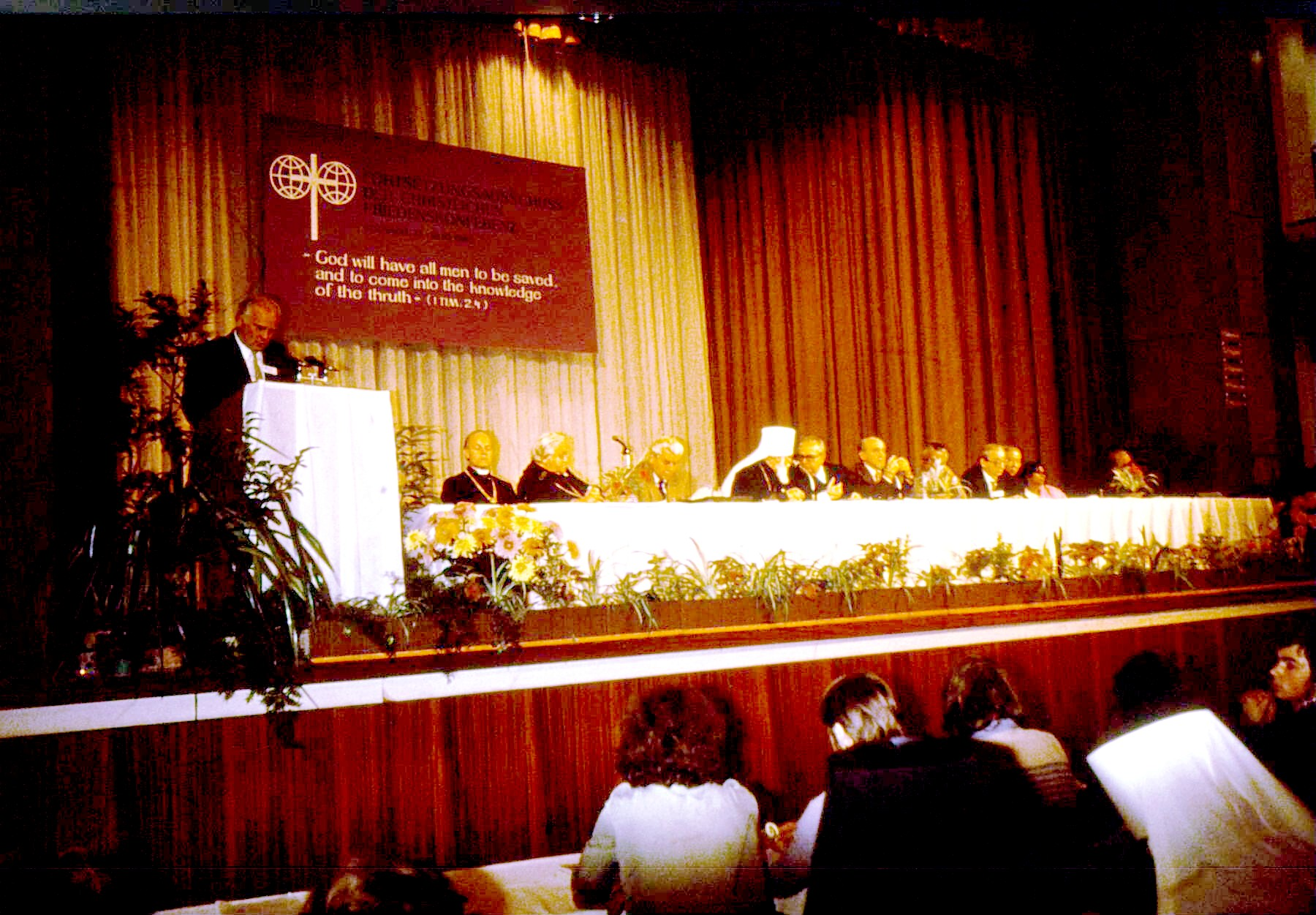
Tagung des Arbeitsausschusses der CFK in Eisenach, März 1980. Im Präsidium links: Landesbischof Werner Leich

Die in der CFK Organisierten sahen – genauso wie andere Teile der Friedensbewegung – die Friedenserhaltung auf Basis immer stärkerer Abschreckung durch Massenvernichtungswaffen als eine äußerst besorgniserregende Entwicklung an. Das Bedrohliche war für sie aber – im Gegensatz zu vielen anderen „Friedensbewegten“ – nicht das Wettrüsten beider Machtblöcke, sondern die Rüstung der NATO. Folglich war die Arbeit der CFK von der Kritik an der westlichen Rüstungspolitik bestimmt und sie kämpfte für eine „Friedenspolitik“ mit sowjetischem Vorzeichen. Ihre politischen Vorgaben erhielt die CFK weitgehend aus der Sowjetunion. Das CFK-Mitglied Balázs Németh verteidigte die seiner Ansicht nach vom Evangelium geforderte Einseitigkeit der CFK damit, dass die wesentlichen rüstungstechnischen Neuerungen nach dem Zweiten Weltkrieg von den USA ausgegangen seien und die UdSSR in Zugzwang gebracht hätten.
Das deutsche Bundesinnenministerium stufte die CFK als „kommunistisch beeinflusste Organisation zur Unterstützung der sowjetischen Außenpolitik“ ein. Nach dem Zusammenbruch des Ostblocks wurde die internationale CFK am 21. Dezember 2001 wegen Zahlungsunfähigkeit der Wirtschaftsabteilung Economic Service CPC liquidiert.

## Geschichte
1958 initiierten westdeutsche und tschechoslowakische Theologen unter der Leitung von Josef L. Hromádka die Christliche Friedenskonferenz. Zu den Gründungsvätern gehörten Hans Joachim Iwand, Helmut Gollwitzer, Martin Niemöller, Heinrich Vogel und Ernst Wolf – Vertreter der Bekennenden Kirche im Widerstand gegen das NS-Regime. Nach drei Vorbereitungskonferenzen lud man 1961 zur I. Allchristlichen Friedensversammlung (ACFV) nach Prag ein, zu der 600 Kirchenmänner und Theologen aus der ganzen Welt erschienen. Während sich in Westeuropa und den USA einzelne Theologen und andere Kirchenmitglieder der CFK anschlossen, traten ihr aus den realsozialistischen Ländern die meisten nichtkatholischen Kirchen korporativ – auf „Wunsch“ ihrer Regierungen – bei. Die CFK wurde von der Sowjetunion und weiteren Ostblockstaaten finanziell unterstützt und ideologisch beeinflusst.
Die CFK führte 1964, 1968, 1971, 1978 und 1985 weitere Allchristliche Friedensversammlungen durch. Sie unterstützte die Politik der Warschauer-Pakt-Staaten und hielt sich mit Kritik an deren Innenpolitik sowie der Aufrüstung des Warschauer Paktes zurück. In einem Memorandum wurde auf der Friedensversammlung 1968 die chinesische Kulturrevolution anerkennend gewürdigt und die Isolierung Chinas kritisiert. Befreiungsbewegungen in der Dritten Welt wurden unterstützt. Sie richtete neben einer Theologischen und Internationalen Kommission Studiengruppen zu verschiedenen Aspekten der Friedensfrage ein, etwa Abrüstung, UNO, Politik und Ökonomie.
1968 billigte die CFK mehrheitlich die gewaltsame Niederschlagung des Prager Frühlings. Dies stürzte die CFK in eine tiefe Krise, in der sich Mitglieder vor allem aus Westeuropa und den USA von ihr trennten. Der Prager Gründer Josef Hromádka trat zurück und starb ein Jahr später. Es kam zu einer Spaltung in der CFK, die nie mehr geheilt und überwunden werden konnte. Übrig blieb nach Meinung des Historikers Clemens Vollnhals nach personellen Säuberungen „eine leere und absolut gleichgeschaltete Propagandahülle sowjetischer Politik“. Seit Ende der 1970er Jahre formierten sich kontinentale CFK-Vereinigungen in Asien, Afrika und Lateinamerika.
Nach dem Zusammenbruch des sozialistischen Blockes kamen die internationalen Aktivitäten der CFK weitgehend zum Erliegen. Es gibt aber weiterhin die Gruppe „Christliche Friedenskonferenz in Deutschland“, die zweimal jährlich eine Tagung durchführt und einen Rundbrief herausgibt.

## DDR-Regionalausschuss
Die politischen Leitlinien der Christlichen Friedenskonferenz wie auch der Berliner Konferenz Europäischer Katholiken, an der sich hingegen katholische Geistliche nicht beteiligen durften, wurden auf Ebene der Apparate des Zentralkomitees der SED und der Staatsämter für Kirchenfragen festgelegt und der gewünschte Kurs mit inoffiziellen Kräften durchgesetzt. Die Staatssicherheit hat die Zusammenkünfte der CFK gründlich mit vorbereitet. Die von der SED und dem MfS (Ministerium für Staatssicherheit) gesteuerte CFK vollzog die DDR-Politik vorbehaltslos nach. Personalentscheidungen der CFK wurden im Vorhinein durch die sozialistischen Geheimdienste entschieden. In einem Bericht der Staatssicherheit von 1980 zur weiteren Entwicklung der CFK heißt es:

„Im Zusammenhang mit der Bearbeitung der CFK ist vorgesehen, langfristig Änderungen in der Leitung herbeizuführen und reaktionäre Kräfte aus kapitalistischen Ländern gegen andere Personen aus den gleichen Ländern auszutauschen. Es ist noch klüger und abgedeckter vorzugehen, um nicht zu erkennen zu geben, welche Kräfte die CFK steuern. Dazu ist noch stärker die Abdeckung der politisch-operativen Aufgaben mit einer ‚religiösen Hülle‘ zu umgeben.“

Als sich die SED mit dem Massenmord auf dem Tian’anmen-Platz offen solidarisierte, distanzierte sich die CFK-Gruppe Kapellendorf von dieser Position in einem Brief an den DDR-Ministerrat.
In der DDR diente die SED-treue Christliche Friedenskonferenz zur Gewinnung von Christen für die Bejahung der sozialistischen Gesellschaftsordnung und zur Mitarbeit im Staat sowie durch eine Differenzierung und Polarisierung der unabhängigen Friedensbewegung zur Unterdrückung der Opposition.
Während in den anderen sozialistischen Ländern Osteuropas fast alle nicht-katholischen Kirchen der CFK als Mitgliedskirchen angehörten, bildeten die Kirchen der DDR eine Ausnahme. Sie wurden nicht korporatives Mitglied, stattdessen bildete sich eine DDR-Regionalgruppe aus Einzelpersonen und Gemeindegruppen. Im März 1973 kam es zu einer Auseinandersetzung mit Vertretern der Bausoldaten in der Jugendkommission der Regionalgruppe, in dessen Verlauf ein Papier verabschiedet wurde, nach dem „der Kampf gegen den Imperialismus für eine wirksame Friedensbewegung die einzig mögliche Basis bildet.“ Folglich bildeten besonders in den 1980er Jahren CFK-Vertreter einen staatsnahen Gegenpol zu der ansonsten mehrheitlich pazifistisch-oppositionell orientierten Friedensbewegung unter dem Dach der DDR-Kirchen. CFK-Vertreter versuchten, die oppositionellen Friedensseminare „zu beschicken, um dort Einfluss – oft im Auftrag des MfS – ausüben zu können.“
Die Kirchengemeinde Oderberg, die Gnaden-Gemeinde Leipzig-Wahren sowie die Schillergemeinde Jena arbeiteten kooperativ in der DDR-CFK mit. Daneben gab es CFK-Gruppen in Königswartha, Riesa, Leuthen, Karl-Marx-Stadt, Bärenstein (Erzgebirge), Kapellendorf, Berlin-Marzahn, Menz (Stechlin), Lübbenau-Neustadt, Neschwitz, Magdeburg, Dessau, Klein Schwarzlosen, Frankfurt (Oder) und Eisenhüttenstadt.
Die CFK-Gruppe Königswartha veröffentlichte Arbeitsergebnisse ihrer Seminare und Tagungen als Studien- und Infomaterial. Dazu gehörten pastorale Hilfsmittel im Postkartenformat. Ihre ökumenischen Basisseminare wurden auch von ausländischen Friedensgruppen besucht.
Die Koordinierungsgruppe der CFK Thüringen gab von 1984 bis 1992 die vierteljährlich erscheinende Zeitschrift „frieda“ heraus, die sich kritisch mit amtskirchlichen Positionen auseinandersetzte und Material zur Vorbereitung ihrer Info-Wochenenden verbreitete, die in Jena und Kapellendorf stattfanden.

## Zusammenarbeit mit Kirchen und Kirchenbünden
In den Jahren 1986 und 1987 kam es zu einem gemeinsamen Seminar mit dem Bund der Evangelischen Kirchen in der DDR über die „Sprache des Friedens“, dessen erster Teil in Bad Saarow und dessen zweiter Teil in Prag stattfand. Die Hauptreferate in Bad Saarow hielten Klaus-Peter Hertzsch (DDR), Horsta Krum (Berlin West) und Witold Benedyktowicz (Polen). In Prag referierten Günter Krusche (DDR), Dick Boer (Niederlande), Manfred Becker (DDR) und Ludék Brož (ČSSR). Zwei Berichtsbände, redigiert von Christa Lewek und Gerhard Bassarak, enthalten die Referate und geben die Ergebnisse aus den Arbeitsgruppen wieder.

## Organisation

### Leitung
Die Leitung hatte laut Statut ein Präsidium inne, das sich zusammensetzte aus
- dem Ehrenpräsidenten
- dem Präsidenten
- den Ehrenmitgliedern des Präsidiums
- den Vizepräsidenten
- dem Vorsitzenden des Fortsetzungsausschusses
- dem Generalsekretär.

#### Präsidenten
- 1958–1968 Josef L. Hromádka, Prag
- 1969–1978 Nikodim, Metropolit von Leningrad und Nowgorod, Moskau
- 1978–1989 Károly Tóth, evangelischer Bischof, Budapest

#### Ehrenpräsidenten
1978
- Tibor Bártha, Ungarische VR

- Heinrich Hellstern, Schweiz
- Herbert Mochalski, Bundesrepublik Deutschland
- Abraham K. Thampy, Indien

1985
- Tibor Bartha, Ungarische VR
- Nadeje Hromádková
- Sergio Méndez Arceo, Mexiko
- Herbert Mochalski, Bundesrepublik Deutschland
- Schenuda III., Ägypten
- Abraham K. Thampy, Indien

#### Vizepräsidenten
1961
- Werner Schmauch, Greifswald

1971
- Richard Andriamanjato, Madagaskar
- Sergio Arce Martínez, Kuba
- Tibor Bartha, Ungarn
- Heinrich Hellstern, Schweiz
- Janusz Makowski, Polen
- Herbert Mochalski, Bundesrepublik Deutschland
- Abraham K.Thampy, Indien

1978
- Richard Andriamanjato, Madagaskar
- Sergio Arce Martínez, Kuba
- Gerhard Bassarak, DDR
- Charles Gray, USA
- Paulos Mar Gregorios, Indien
- Ján Michalko, ČSSR
- Nicolae Corneanu, Rumänien
- Pahm Quang Phuoc, Vietnam
- Bernadeen Silva, Sri Lanka

1985
- Richard Andriamanjato, Madagaskar
- Sergio Arce Martínez, Kuba
- Gerhard Bassarak, DDR
- Alexej Bujewski, UdSSR
- Paulos Mar Gregorios, Indien
- Shoji Hirayama, Japan
- Ján Michalko, ČSSR
- Nestor, VR Rumänien
- Hans Joachim Oeffler, Bundesrepublik Deutschland
- Pankratij, Bulgarien
- Luis Rivera Pagan, Puerto Rico
- Bernadeen Silva, Sri Lanka
- Vo Tanh Trinh, Vietnam
- Alice Wimer, USA
- Kenyon E.Wright, Großbritannien

#### Sekretäre bzw. Generalsekretäre
- 1958–1960 Pfarrer Bohuslav Pospíšil
- 1961–1968 Pfarrer Jaroslav N. Ondra, Prag
- 1968–1970 Janusz Makowski, Warschau
- 1971–1978 Pfarrer Károly Tóth, Budapest
- 1978–1989 Pfarrer Lubomír Miřejovský, Prag

### Organe
Nach drei Vorbereitungstreffen der Christlichen Friedenskonferenz trat die Allchristliche Friedensversammlung (ACFV) 6 mal in Prag zusammen. Sie wählte die Organe der Bewegung.
| Konferenz                               | Datum                             | Ort  | Teilnehmende                          | Losung |
| --------------------------------------- | --------------------------------- | ---- | ------------------------------------- | --- |
| 1. Christliche Friedenskonferenz        | 1. bis 4. Juni 1958               | Prag | über 40 Teilnehmern aus acht Ländern  | „Aufgabe und Zeugnis“ |
| 2. Christliche Friedenskonferenz        | 16. bis 19. April 1959            | Prag | über 90 Teilnehmern aus 16 Ländern    | „Elige vitam“ (Wähle das Leben)                                                                                                  |
| 3. Christliche Friedenskonferenz        | 6. bis 9. September 1960          | Prag | über 200 Teilnehmern aus 26 Ländern   | „Einzige Zukunft“ |
| I. Allchristliche Friedensversammlung   | 13. bis 18. Juni 1961             | Prag | über 600 Teilnehmern aus 42 Ländern   | „… und Friede auf Erden“ |
| II. Allchristliche Friedensversammlung  | 28. Juni bis 3. Juli 1964         | Prag | über 1.000 Teilnehmern aus 50 Ländern | „Mein Bund ist Leben und Frieden“                                                                                                |
| III. Allchristliche Friedensversammlung | 31. März bis 5. April 1968        | Prag | über 600 Teilnehmern aus 55 Ländern   | „Suche den Frieden und jage ihm nach, rettet die Menschen, denn Friede ist möglich“                                              |
| IV. Allchristliche Friedensversammlung  | 30. September bis 3. Oktober 1971 | Prag | über 250 Teilnehmern aus 48 Ländern   | „Unsere gemeinsame Verantwortung für eine bessere Welt. Güte und Treue begegnen einander, Gerechtigkeit und Frieden küssen sich“ |
| V. Allchristliche Friedensversammlung   | 22. bis 27. Juni 1978             | Prag | 606 Teilnehmern aus 34 Ländern        | „Gottes Ruf zur Solidarität. Christen für Frieden, Gerechtigkeit und Befreiung“                                                  |
| VI. Allchristliche Friedensversammlung  | 2. bis 9. Juli 1985               | Prag | 367 Teilnehmer aus 79 Ländern         | „Christen im Widerstand gegen die Mächte des Todes – auf dem Wege zu Frieden und Gerechtigkeit für alle“                         |

Der Ausschuss zur Fortsetzung der Arbeit (AFA) bestand aus etwa 100 Personen, gewählt durch die ACFV.
Dem Arbeitsausschuss (AA) gehörten die Leitung und die Vorsitzenden der internationalen Organe und höchstens weitere 40 von der ACFV gewählte Personen an.
Das Internationale Sekretariat bestand aus zwanzig von der ACFV gewählten Mitgliedern.
Mitglieder des Arbeitsausschusses 1961
- Tibor Bartha, Ungarische VR
- Paul Conord, Frankreich
- Josef Lukl Hromádka, ČSSR
- Alexander Karew, UdSSR
- Jaan Kiivit senior, UdSSR
- Heinrich Kloppenburg, Bundesrepublik Deutschland
- J. Mendscole, Liberia
- Nikodim, UdSSR
- Niphon, Libanon
- Jaroslaw N. Ondra, ČSSR
- Albert Rasker, Niederlande
- Werner Schmauch, DDR
- Milan Sesan, Rumänien
- Richard Karl Ullmann, Großbritannien
- Heinrich Vogel, Bundesrepublik Deutschland
- Andrej Ziak, ČSSR

Mitglieder des Arbeitsausschusses 1971
- Richard Adriamanjato, Madagaskar
- Sergio Arce-Martinez, Kuba
- Tibor Bartha, Ungarische VR
- Gerhard Bassarak, DDR
- Witold Benedyktowicz, Polen
- A. S. Bujewski, UdSSR
- Esther L.Coker, Sierra Leone
- Nicolae Corneanu, Rumänien
- Joel Gajardo, Chile
- Edgar Hark, UdSSR
- Heinrich Hellstern, Schweiz
- Janusz Makowski, ČSSR
- Jan Michalko, ČSSR
- Herbert Mochalsi, Bundesrepublik Deutschland
- Pankratij, Bulgarien
- Solomon Selassie, Äthiopien
- Carl Soule, USA
- Abraham K. Thampy, Indien
- Paul Verghese, Indien

Mitglieder des Internationalen Sekretariats 1971
- Gerhard Bassarak, DDR,
- Joel Gajardo, Chile
- Ilie Georgescu, Rumänien
- Herbert Hanruna, Nigeria
- Antony Hubantschew, Bulgarien
- Zdislaw Pawlik, Polen
- Milan Salajka, ČSSR
- P. S. Sokolowski, UdSSR
- Alexej Stojan, UdSSR
- Heinrich Werner, Bundesrepublik Deutschland

Viermal im Jahr gab das Sekretariat die Zeitschrift Christliche Friedenskonferenz heraus, die von Chefredakteur Jiří Svoboda redigiert wurde. Außerdem erschien zirka zehnmal jährlich die CFK-Information, die von Udo Skladny redigiert wurde.
Die Studienabteilung mit ihren Kommissionen
- Kommission für theologische Fragen des Friedensdienstes

- Kommissionen für internationale Fragen:
  - Kommission für europäische Sicherheit
  - Kommission zur Unterstützung der Abrüstungsbemühungen
  - Kommission für Frieden im Nahen Osten
  - Kommission für das UNO-System

- Kommission für Solidarität, Befreiung und Entwicklung

- Kommission für Antirassismus

- Kommission der Frauen  für Frieden und soziale Gerechtigkeit
- Kommission Friedensdienst der Jugend

### Arbeitsgremien
Die CFK unterhielt im Prager Stab eine Jugendabteilung, die seit 1987 von dem Koordinator Fahaleovana Andriantsarazo geleitet wurde. Zweimal jährlich erschien ein Informationsbrief, der von Tania Kirchner und Bärbel Clauss (beide Bundesrepublik Deutschland) redigiert wurde. Darin wurden Positionen und Probleme jugendlicher Christen aus dem Trikont behandelt.
Kontinentale Vereinigungen
- die asiatische CFK (seit 1975)
- die afrikanische CFK (seit 1977)
- die lateinamerikanisch-karibische CFK (seit 1978)

In den 1960er Jahren errichtete die internationale CFK ein Büro bei der UNO, sie war beim ECOSOC registriert und nahm an einschlägigen Veranstaltungen teil.

#### Regionale Arbeitsgremien
- Regionalausschüsse in einzelnen Ländern
- Koordinationsausschüsse